# Englische Cricket-Nationalmannschaft in Pakistan in der Saison 1987/88
Die Tour der englischen Cricket-Nationalmannschaft nach Pakistan in der Saison 1987/88 fand vom 18. November bis zum 21. Dezember 1987 statt. Die internationale Cricket-Tour war Bestandteil der Internationalen Cricket-Saison 1987/88 und umfasste drei Tests und drei ODIs. Pakistan gewann die Test-Serie 1–0, während England die ODI-Serie 3–0 gewann.

## Vorgeschichte
Beide Mannschaften spielten zuvor beim Cricket World Cup 1987, in dem Pakistan im Halbfinale scheiterte und England das Finale erreichte.
Das letzte Aufeinandertreffen der beiden Mannschaften fand in der Saison 1987 in England statt.

## Stadien
Die folgenden Stadien wurden für die Tour als Austragungsort vorgesehen.
| Stadion            | Stadt      | Kapazität | Spiele          |
| ------------------ | ---------- | --------- | --------------- |
| Iqbal Stadium      | Faisalabad | 18.000    | 2. Test         |
| National Stadium   | Karachi    | 34.228    | 3. Test; 2. ODI |
| Gaddafi Stadium    | Lahore     | 60.000    | 1. Test; 1. ODI |
| Arbab Niaz Stadium | Peshawar   | 20.000    | 3. ODI          |

## Kaderlisten
Die folgenden Kader wurden von den Mannschaften benannt.
| Test | Test | ODI | ODI |
| Pakistan | England | Pakistan | England |
| --- | --- | --- | --- |
| - Aamer Malik - Abdul Razzaq - Ashraf Ali - Asif Mujtaba - Ijaz Ahmed - Iqbal Qasim - Javed Miandad - Mudassar Nazar - Rameez Raja - Saleem Malik - Saleem Jaffar - Shoaib Mohammad - Tauseef Ahmed - Wasim Akram | - Bill Athey - Chris Broad - David Capel - Nick Cook - Phil DeFreitas - Graham Dilley - John Emburey - Neil Fairbrother - Neil Foster - Bruce French - Mike Gatting - Graham Gooch - Eddie Hemmings - Tim Robinson | - Abdul Razzaq - Asif Mujtaba - Ijaz Ahmed - Manzoor Elahi - Mohsin Kamal - Mudassar Nazar - Rameez Raja - Saleem Malik - Saleem Yousuf - Saleem Jaffar - Shakeel Ahmed - Shoaib Mohammad - Tauseef Ahmed - Wasim Akram - Zahid Fazal - Zulqarnain | - Bill Athey - Chris Broad - David Capel - Nick Cook - Phil DeFreitas - John Emburey - Neil Fairbrother - Neil Foster - Bruce French - Mike Gatting - Graham Gooch - Eddie Hemmings - Jack Russell |

## One-Day Internationals

### Erstes ODI in Lahore
| 18. November Scorecard | Lahore | Pakistan 166 (41.3/45)        | – | England 167-8 (44.3/45) |
|                        |        | England gewinnt mit 2 Wickets |   |                         |

### Zweites ODI in Karachi
| 20. November Scorecard | Karachi | England 263-6 (44/44)       | – | Pakistan 240-8 (44/44) |
|                        |         | England gewinnt mit 23 Runs |   |                        |

### Drittes ODI in Peshawar
| 22. November Scorecard | Peshawar | England 236-8 (45/45)       | – | Pakistan 138 (31.5/45) |
|                        |          | England gewinnt mit 98 Runs |   |                        |

## Tests

### Erster Test in Lahore
| 25. – 28. November Scorecard | Lahore | England 175 (83) & 130 (79.2)                  | – | Pakistan 392 (134) |
|                              |        | Pakistan gewinnt mit einem Innings und 87 Runs |   |                    |

### Zweiter Test in Faisalabad
| 7. – 12. Dezember Scorecard | Faisalabad | England 292 (114.2) & 137-6d (40) | – | Pakistan 191 (84.3) & 51-1 (24) |
|                             |            | Remis                             |   |                                 |

Das Spiel sorgte am zweiten Tag für einen Eklat als der pakistanische Umpire Shakoor Rana den englischen Kapitän Mike Gatting beschuldigte, während des Anlaufes des Bowlers die Feldmannschaft umzusortieren und des Betruges bezichtigte („You are a fucking cheat.“). Die beiden schrieen sich daraufhin aus kurzer Entfernung an und mussten voneinander getrennt werden. Am nächsten Morgen weigerte sich Rana seine Rolle als Umpire wieder aufzunehmen sollte sich Gatling nicht entschuldigen, während Gatling selbst auf einer Entschuldigung von Rana bestand. England erklärte sich dann zunächst bereit zu spielen, aber sowohl Pakistan als auch die Umpire blieben im Pavillon. Die Mannschaften blieben noch weitere sechs Stunden im Stadion, während um eine Lösung gerungen wurde. Als diese nicht absehbar war, schaltete sich das britische Außenministerium ein. Unter Vermittlung des britischen Botschafters Nicholas John Barrington, der ernste Konsequenzen durch eine Spiel- oder gar Tourabsage befürchtete, und auf Druck des englischen Verbandes überreichte Gatling am Morgen des vierten Tages eine handschriftliche Entschuldigung. Das Spiel wurde fortgesetzt, aber es kam in der Folge zu weiteren Provokationen beider Seiten. Unter anderem zahlte der englische Verband seinen Spielern einen Bonus für die Schwierigkeiten, die sie auf der Tour erfahren hatten. Es dauerte bis zur Saison 2000/2001 bis England das nächste mal eine Tour in Pakistan absolvierte.

### Dritter Test in Karachi
| 16. – 21. Dezember Scorecard | Karachi | England 292 (121.4) & 258-9 (137) | – | Pakistan 353 (133.5) |
|                              |         | Remis                             |   |                      |